# Llocnou de la Corona
Llocnou de la Corona (spanisch: Lugar Nuevo de la Corona) ist eine Gemeinde (Municipio) mit 109 Einwohnern (Stand: 1. Januar 2022) in der spanischen Provinz Valencia. Sie befindet sich in der Comarca Huerta Sur. Es handelt sich um eine der kleinsten Gemeinden Spaniens.

## Geografie
Llocnou de la Corona liegt etwa sieben Kilometer südlich vom Stadtzentrum Valencias in einer Höhe von 10 m. Die Gemeinde wird vollständig von Alfafar umgeben.

## Geschichte
Die Siedlung wurde 1676 gegründet.

## Demografie
| 1900 | 1930 | 1950 | 1970 | 1981 | 1991 | 2001 | 2011 | 2021 |
| ---- | ---- | ---- | ---- | ---- | ---- | ---- | ---- | ---- |
| 256  | 226  | 187  | 144  | 121  | 121  | 95   | 156  | 124  |

## Sehenswürdigkeiten
- Kirche Mariä Rosenkranz (Iglesia de la Virgen del Rosario)

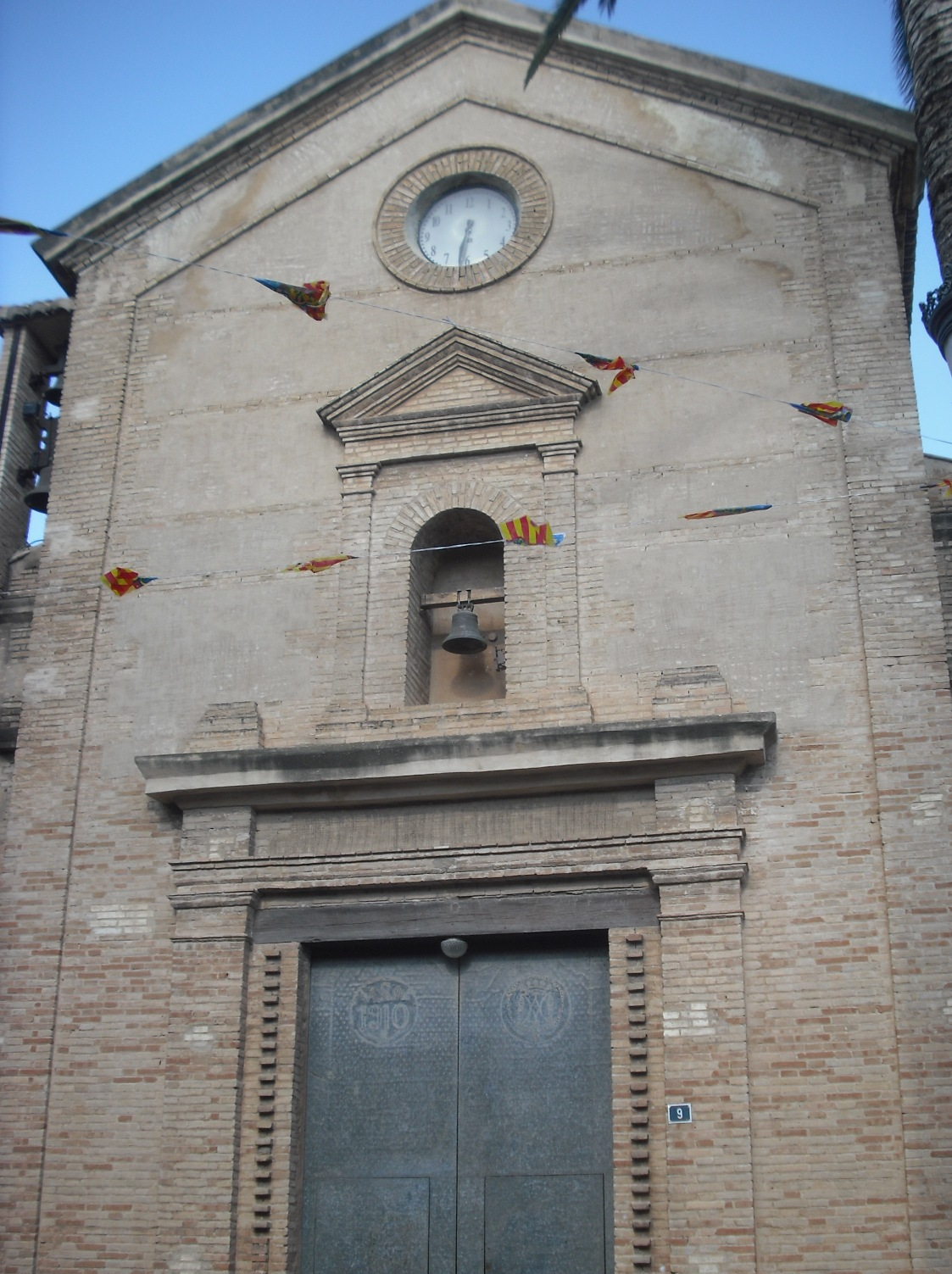
Kirche Mariä Rosenkranz
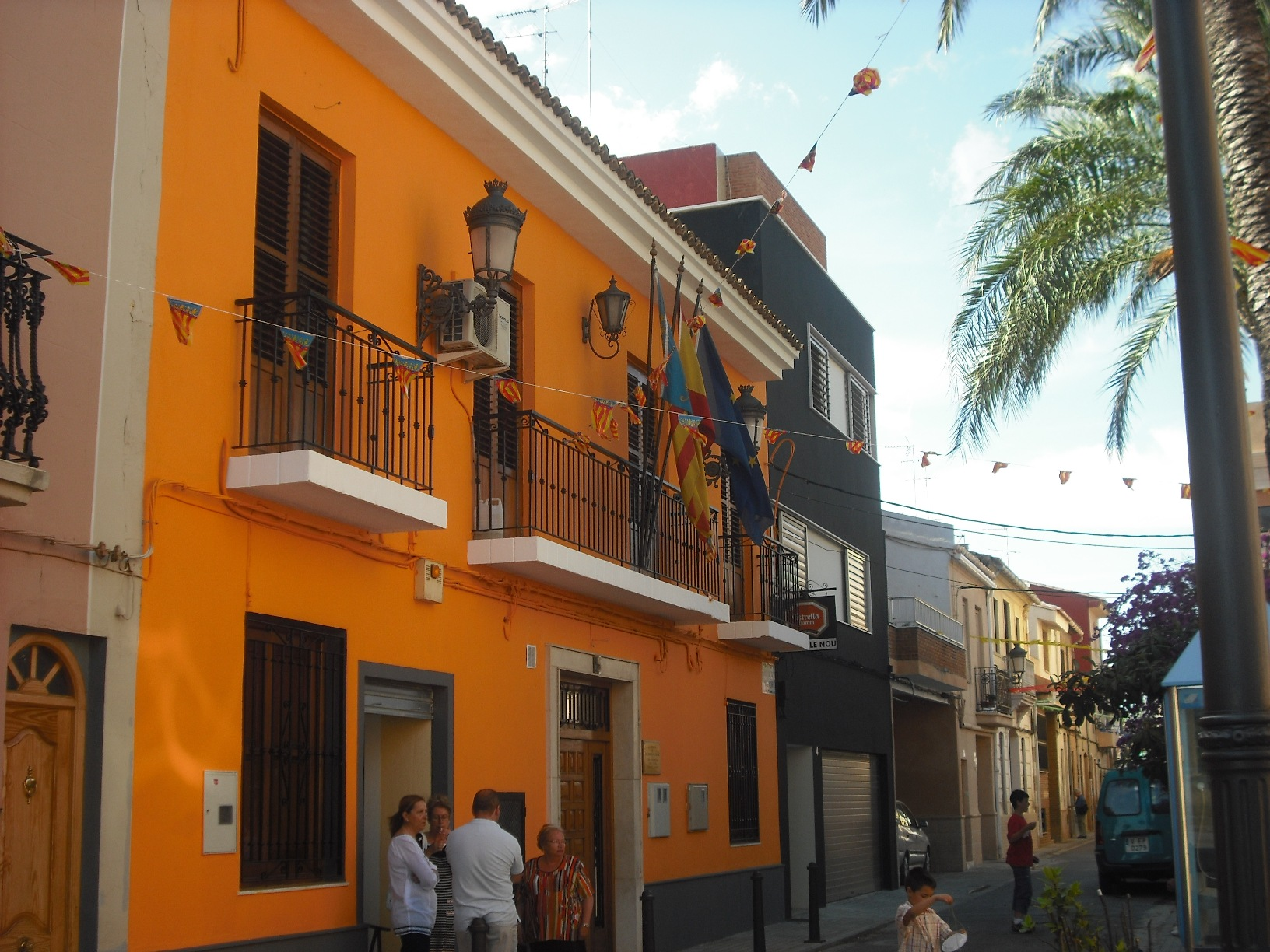
Rathaus